# Земфіра
Земфі́ра Талга́тівна Рамаза́нова (тат. Земфира Тәлгать кызы Рамазанова, Zemfira Tälğät qızı Ramazanova), більш відома, як Земфира або Zемфира (нар. 26 серпня 1976, Уфа) — сучасна російська авторка-виконавиця, музикантка, композиторка. Стала відомою 1998 року і з того часу здобула популярність у Росії, Україні та інших країнах пострадянського простору.

## Життєпис

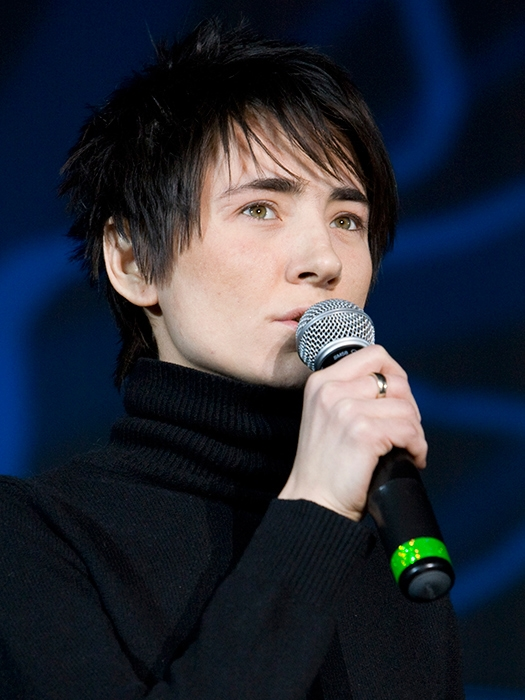
Земфіра у березні 2009 р.

### 1976—1995: Дитинство і юність
Земфіра народилася в місті Уфа, в робітничому мікрорайоні Черніковці на вулиці Адмірала Ушакова, де її сім'я проживала аж до кінця 1990-х років. Земфіра має татарське походження. Батько — Талгат Талхойович Рамазанов, вчитель історії. Мати — Флорида Хакімівна, лікарка-спеціалістка з лікувальної фізкультури. Старший брат Раміль Рамазанов загинув у результаті нещасного випадку під водою під час підводного полювання. Відвідувала уфимський дитячий садок № 267.
З п'яти років навчалася в музичній школі, за класом фортепіано, де її взяли до хору солісткою. Тоді ж відбувся теледебют співачки: заспівала соло на місцевому телебаченні пісню про черв'ячка. У сім років написала першу пісню, яку виконала у матері на роботі.
Вже в дошкільному віці Земфіра захопилася музикою. У школі встигала займатися одночасно в 7 гуртках, але робила основні акценти на музиці та баскетболі; вона закінчила музичну школу з відзнакою, а на початку 1990 року очолила жіночу юніорську збірну Росії з баскетболу, попри те, що високим зростом не відрізнялася (172 см). «Я була розігруючим. Я була найменшою, зате найважливішою», — говорила співачка, додавши, що займалася цим видом спорту з третього класу. Тренер збірної Юрій Максимов згадував: «Земфіра дуже захоплювалася баскетболом, була найкращим гравцем і капітаном команди. У 1990—1991 роках ми виграли юнацьку першість Росії, і, звичайно, я трохи засмутився, коли вона вирішила зав'язати зі спортом».
Паралельно Земфіра вчилася грати на гітарі і прямо на вулиці виконувала, за однією з версій, пісні «Кіно», «Акваріума», «Наутілус Помпіліус». За іншою версією, вона виконувала хіти зарубіжних виконавців мовою оригіналу, зокрема, — Джорджа Майкла і Фредді Мерк'юрі. Після закінчення школи Земфіра опинилася перед складним вибором: музика або баскетбол. Вибрала музику і вступила відразу на другий курс Уфимського училища мистецтв, яке закінчила з червоним дипломом за спеціальністю «естрадний вокал». Після училища вона підробляла в уфимських ресторанах, виконуючи пісні під акомпанемент свого однокурсника саксофоніста Влада Колчина. Через рік Земфірі набридла ця діяльність, і вона припинила виступи.

### 1996—1997: Початок кар'єри
З 1996 року Земфіра працювала звукооператоркою на уфимській радіостанції радіо «Європа плюс» — записувала рекламні ролики (джингли). У цей же час вона пробує писати в програмі Cakewalk пісні, які згодом увійдуть до її першого альбому («Снег», «Почему», «Синоптик», «Ракеты»). Бере участь як друга вокалістка в популярному в той час гурті «Спектр Ейс». Бек-вокал Земфіри можна почути у пісні «Как жаль, что он не негр».
На студії радіостанції над своїм матеріалом працював звукорежисер Аркадій Мухтаров. Спільно з ним Земфіра записує свій перший демодиск. Аркадій був налаштований записувати власні пісні, але виконавиця переконала його записати її матеріал: «Я, звичайно, був упевнений, що моя власна творчість набагато важливіша… але [її] твердокам'яний характер… зробив свою справу. І ми з нервуванням, але все ж записали перший демонстраційний диск», — розповідав пізніше музикант. Паралельно Земфіра збирає власний гурт. Перший музикант, з яким вона почала працювати — бас-гітарист Ринат Ахмадієв. Разом вони вирішують записати програмний мінімум пісень. Ринат приводить барабанщика Сергія Созінова, і вони починають спільні репетиції, на яких Земфіра почергово грає на гітарі та клавішних. Земфіра вмовляє директорку підліткового клубу «Апельсин» Лілію Храбріну надати групі приміщення для репетицій.
У 1997 році про гурт вперше пише преса. Журналістка Світлана Руцька написала статтю про колектив для регіональної газети і пізніше згадувала: «Йшов 1997 рік, до виходу її першого альбому залишалося два роки, а майбутня знаменитість тоді була просто талановитою уфімською дівчиною, нікому навіть у рідному місті не відомою. Але харизму ж не сховаєш, та й пісні, які дала мені героїня матеріалу послухати, були привабливими. Ось тоді ми і вирішили розповісти про неї всій республіці. Пам'ятаю, вже тоді Земфіра зробила програмну заяву: „У мене стільки музики в голові, що діватися нікуди“».
Земфіра продовжує набирати музикантів в колектив. З приходом клавішника Сергія Миролюбова гурт зібрано майже повністю, не вистачає лише соло-гітариста. Ним стає Вадим Соловйов, який приєднується до гурту після одного з концертів. Земфіра позичає гроші на поїздку до Москви і починає займатися «розкруткою» колективу. На щорічному фестивалі «Максидром» касета, на якій були записані три пісні («Снег», «-140» и «Скандал»), через журналісток, яким Земфіра дала послухати демозаписи, потрапляє в руки продюсеру гурту «Мумій Троль» Леоніду Бурлакову. Він вирішує ризикнути і записати альбом.

### 1998—1999: Альбом«Земфира»
З 19 жовтня по 7 листопада 1998 року в студії «Мосфільм» пишеться перший альбом. Звукорежисером виступає Володимир Овчинников, саунд-продюсером — вокаліст гурту «Мумий Тролль» Ілля Лагутенко. Крім членів гурту, в записі беруть участь гітарист Юрій Цалер і барабанщик Олег Пунгін з гурту «Мумий Троль».
У середині січня 1999 Земфіра та Ілля Лагутенко виконують зведення альбому в Лондоні на «домашній» студії гурту «Мумій Троль» Beethoven street studio зі звукорежисером Крісом Бенді, який працював над усіма їхніми колишніми альбомами. З 15 записаних пісень викидається композиція «Не отпускай», яка згодом увійде в другий альбом Земфіри.
Дебютний альбом отримує назву «Земфіра» (так само як і назва останньої пісні в альбомі). Реліз планується на 24 квітня, але переноситься на 10 травня. Але вже з середини лютого в ефір радіостанцій надходять пісні «СПИД», «Ракеты» і «Ариведерчи». Перша з них стає хітом сезону і викликає у публіки «бурю суперечливих емоцій». 5-6 березня в Празі був знятий кліп на дану композицію за сценарієм Павла Румінова. 24 квітня був знятий кліп на пісню «Ариведерчи», який вийшов в ефір раніше першого.
24 березня в московському клубі «Республіка Beefeater» відбулася пресконференція звукозаписувальної компанії «Втікай звукозапис», на якій журналістам вперше була представлена юна співачка із міста Уфа. Вона відповідала на запитання і заспівала пісню башкирською мовою. 8 травня в клубі «16 тонн» відбулася презентація альбому. На концерті всіляко намагалися відтворити настрій весни, яка так і не входила в свої права: по всій сцені було розкидано зелене листя, а Земфіра вплела у волосся ромашку, на якій потім ворожила при виконанні пісні «Ромашки».
10 травня відбувся реліз дебютного альбому, який здобув велику популярність. 19 червня Земфіра виступила в Уфі на концерті на честь дворіччя радіостанції «Срібний дощ» (під час концерту був відзнятий кліп на пісню «Почему»), а свій перший концертний тур вона розпочала 1 вересня у Москві. Гурт дає концерти в Східному Сибіру, Надволжі і далі по всій Росії і деяких містах ближнього закордону (дебют колективу в Петербурзі відбувся 18 вересня). Тур був перерваний на 15 днів з 15 по 30 жовтня у зв'язку з хворобою та госпіталізацією Земфіри і був завершений в Ризі 5 січня 2000 року. 11 грудня 1999 року гурт став хедлайнером першого фестивалю «Нашествие». Ілля Нагібін в «Коммерсанті» писав про успіх гурту: «„Дівчинку з плеєром“ слухають найрізноманітніші верстви населення, і деякі навіть називають абсолютно фантастичну цифру продажів дебютного альбому Земфіри — 60 млн копій (звісно, із врахуванням піратських записів). Настільки ж успішно проходить і її гастрольний тур…».
У грудні колектив починає запис другого студійного альбому. В цей же час був записаний ремікс на пісню «Сніг», який згодом був випущений як подарунковий сингл (у нього також увійшла композиція «Лондон»). Сингл був випущений 26 грудня п'ятитисячний тиражем, і 26-27 грудня учасники гурту роздавали його відвідувачам чотирьох великих музичних магазинів столиці. Реліз синглу був задуманий як антипіратська акція.

### 2000—2001: Альбом«Прости меня моя любовь»
У січні 2000 року провідні ЗМІ опублікували підсумки музичного року. Земфіра і її гурт перемогли в чотирьох номінаціях журналу «ОМ»: «Виконавець року», «Скандаліст року», «Прорив року» та «Альбом року». 8 квітня 2000 року гурту «Земфіра» була вручена премія журналу Fuzz за підсумками 1999 року в двох номінаціях: «Найкращий гурт» і «Найкращий альбом» (за дебютну роботу).
Березневий номер культового журналу «ОМ» виходить із Земфірою на обкладинці. Це була друга обкладинка «ОМа», для якої знялася виконавиця (після травневого номера 1999 року — першого моменту, коли співачка з'явилася перед широкою публікою). За цю фотографію «ОМ» отримав головний приз на конкурсі «Обкладинка року» 2000 року, в номінації «Чоловічі журнали». Земфіра була присутня на церемонії вручення нагороди. Пісня «Искала» з майбутнього другого альбому прозвучала в художньому фільмі «Брат 2» (вийшов на екрани в травні того ж року), а також була видана у складі саундтреку до стрічки.
28 березня відбулася прем'єра другого альбому, «Прости меня моя любовь». В альбомі містився цілий перелік пісень, які стали хітами і звучали звідусіль протягом декількох років, у тому числі «Созрела», «Хочешь», «Город», «Доказано», «П. М. М. Л.», «Искала» і «Рассветы». Земфіра починає масштабний концертний тур на підтримку платівки. 1 квітня пройшов перший великий сольний концерт співачки в Москві — в СК «Олімпійський».
26 серпня виконавиця була удостоєна Державної молодіжної премії Республіки Башкортостан в області культури імені Шайхзаді Бабича за 1999 рік. Другий альбом співачки став найбільш продаваним диском в Росії 2000 року. Земфіра отримала нагороди премії «Рекордъ» 2001 року в категоріях «Виконавець року» і «Альбом року». Тираж альбому склав більше півтора мільйони екземплярів і став найбільшим комерційним успіхом в кар'єрі співачки.. Журнал «ОМ» беззаперечно визнає Земфіру «Виконавицею року» (без номінації інших артистів). Колектив співачки отримує номінацію на премію «Овація» 2001 року, в категорії «Рок-гурт року».
Зростаюча популярність виконавиці привела до неприємного інциденту на концерті в Якутську, де через тисняву постраждало 19 осіб. Міліція звинуватила у трагедії Земфіру, яка, в свою чергу, звинуватила представників правоохоронних органів у некоректній поведінці і назвала причиною події жадібність організаторів концерту, які продали більшу кількість квитків, ніж був здатний вмістити стадіон «Туймаада». На прес-конференції в Москві виконавиця говорила, що інцидент серйозно вплинув на неї. "У мене таке відчуття, що я придбала товарний знак і всі, кому не лінь, мене продають. На концертах не тільки наших, а й будь-яких інших груп виникають якісь заворушення. Незрозуміло, чому так роздули цю ситуацію… ", — говорила Земфіра, продовжуючи: «Я розумію, що не в силах це зробити, але мені б хотілося скасувати цю дурну популярність, щоб я могла нормально працювати. Я музикант, я не ідол, не гуру, не герой…». У результаті співачка скасувала решту запланованих концертів та на деякий час пішла в «творчу відпустку».
Восени 2000 року Земфіра взяла участь у проєкті пам'яті Віктора Цоя «КІНОпроби. Tribute Віктор Цой», записала для нього пісні «Кукушка» (яка увійшла також в її сингл «До свидания…») і «Каждую ночь», а також виступає на концертах на підтримку альбому. Трепетно ставлячись до Цоя, Земфіра постійно звертається до його творчого доробку в своїй творчості.

## Громадянська позиція
1 березня 2014 року після того, як комітети Ради Федерації з оборони і міжнародних справ схвалили звернення президента Російської Федерації про використання збройних сил Росії на території України, Земфіра на знак солідарності з українцями змінила головну сторінку свого офіційного сайту, де на чорному тлі було розміщено тільки одне відео, що датується 2008 роком, де співачка виконує українською мовою пісню «Відпусти» гурту Океан Ельзи. Перед виконанням пісні співачка сказала:

Я хочу підтримати, передати привіт, подякувати, приєднатися до всіх українських музикантів. Останні кілька років я кажу, що в Росії, звичайно, більше можливостей, більше грошей. В Україні — більше душі.

На початку липня 2015 р. під час виступу на фестивалі Тбілісі Open Air Земфіра розгорнула український синьо-жовтий стяг. Але 21 березня 2016 р. під час концерту у Вільнюсі вона попросила фанів прибрати український прапор.
2 квітня 2020 року Земфіру було внесено в базу «Миротворець» за "заперечення російської агресії та маніпулювання суспільно значною інформацією".
24 лютого 2022 року співачка розмістила у своєму Instagram публікацію з текстом «Нет войне» («Ні війні»), але все ж відіграла заплановані раніше два концерти у Москві (24 лютого), де виконала свою пісню «Не стреляйте».
5 березня Земфіра видалила усі попередні відео на своєму YouTube каналі і розмістила виступ 2008 року з київського концерту, де вона виконала пісню «Відпусти» гурту Океан Ельзи. Пізніше стало відомо, що Земфіра разом з партнеркою Ренатою Літвіновою покинули Росію.
17 березня 2022 року на YouTube співачка представила відео на пісню «Не стреляйте» («Не стріляйте»), де були використані кадри з російського вторгнення в Україну.
19 травня 2022 року співачка представила на Youtube нову пісню «Мясо» та кліп до неї. Відеоряд складається з робіт на антивоєнну тему, виконаних Ренатою Літвіновою. Сама пісня також повністю присвячена війні в Україні. Зокрема рядки «Весна в календаре, а в реальности окопы и ракеты высокоточные большой дальности. В Мариуполе полночь».
9 жовтня під час концерту у місті Лімасол (Кіпр) співачка зі сцени заявила, що «кожен день молиться, аби її країна припинила війну».
На кожному концерті туру в підтримку альбому «Бордерлайн» у жовтні 2022 року Земфіра виконує пісню «Не стреляйте», супроводжуючи її антивоєнною промовою.
2023 року вона зізналась, що виплачує податки Росії.
4 липня 2025 року на концерті в Єревані, під час виконання пісні «Прости меня моя любовь» поставила на фон сцени відео з українським прапором, а після сценами відеоряду з зображенням Чорного моря.

## Дискографія
| Рік               | Назва                           | Коментар                                             |
| Студійні альбоми  | Студійні альбоми                | Студійні альбоми                                     |
| ----------------- | ------------------------------- | ---------------------------------------------------- |
| 1999              | Земфира                         |                                                      |
| 2000              | Прости меня моя любовь          |                                                      |
| 2002              | Четырнадцать недель тишины      |                                                      |
| 2005              | Вендетта                        |                                                      |
| 2007              | Спасибо                         |                                                      |
| 2008              | 10 мальчиков                    | збірка remix'ів на пісню «Мальчик»                   |
| 2009              | Z-Sides                         | збірка бісайдів                                      |
| 2013              | Жить в твоей голове             |                                                      |
| 2021              | Бордерлайн                      |                                                      |
| Концертні альбоми |                                 |                                                      |
| 2006              | Земфира. Live                   | записаний під час туру на підтримку альбому Вендетта |
| 2009              | Земфира. Live2                  |                                                      |
| 2016              | Маленький человек. Live         | Записаний під чат туру «Маленький человек»           |
| Сингли            |                                 |                                                      |
| 1999              | Снег                            |                                                      |
| 2000              | До свидания                     |                                                      |
| 2001              | Трафик                          |                                                      |
| Збірки            |                                 |                                                      |
| 2000              | КИНОпробы 1. Tribute Виктор Цой | пісня «Кукушка»                                      |
| 2000              | КИНОпробы 2. Tribute Виктор Цой | пісня «Каждую ночь»                                  |
| Саундтреки        |                                 |                                                      |
| 2000              | Брат 2                          | пісня «Искала»                                       |
| 2000              | Каменская: не мешайте палачу    | пісня «Лондон»                                       |
| 2004              | Богиня: как я полюбила          | пісня «Любовь как случайная смерть»                  |
| Фільми            |                                 |                                                      |
| 2008              | Зелений театр у Земфірі         | документальний фільм-концерт, реж. Рената Литвинова  |
| Кліпи             |                                 |                                                      |
| 1999              | СПИД                            | реж. Павло Руминов                                   |
| 1999              | Почему                          | реж. Павло Руминов                                   |
| 1999              | Ариведерчи                      | реж. Олександр Солоха                                |
| 2000              | Искала                          | реж. Роман Пригунов                                  |
| 2001              | Хочешь                          | реж. Павло Владимирський                             |
| 2002              | Прости меня моя любовь          | реж. Павло Владимирський                             |
| 2002              | Трафик                          | реж. Ірина Миронова                                  |
| 2002              | Бесконечность                   | реж. Віктор Вілкс                                    |
| 2003              | Мачо                            | реж. Олексій Тишкін                                  |
| 2005              | Прогулка                        | реж. Рената Литвинова                                |
| 2005              | Блюз                            | реж. Рената Литвинова                                |
| 2006              | Самолёт                         | реж. Рената Литвинова                                |
| 2007              | Итоги                           | реж. Рената Литвинова                                |
| 2007              | Мы разбиваемся                  | реж. Рената Литвинова                                |
| 2008              | Господа                         | реж. Артур Рамазанов                                 |
| 2008              | Снег начнется                   | реж. Олександр Лобанов                               |